# Cádiar
Cádiar est une commune de la communauté autonome d'Andalousie, dans la province de Grenade, en Espagne.

## Géographie

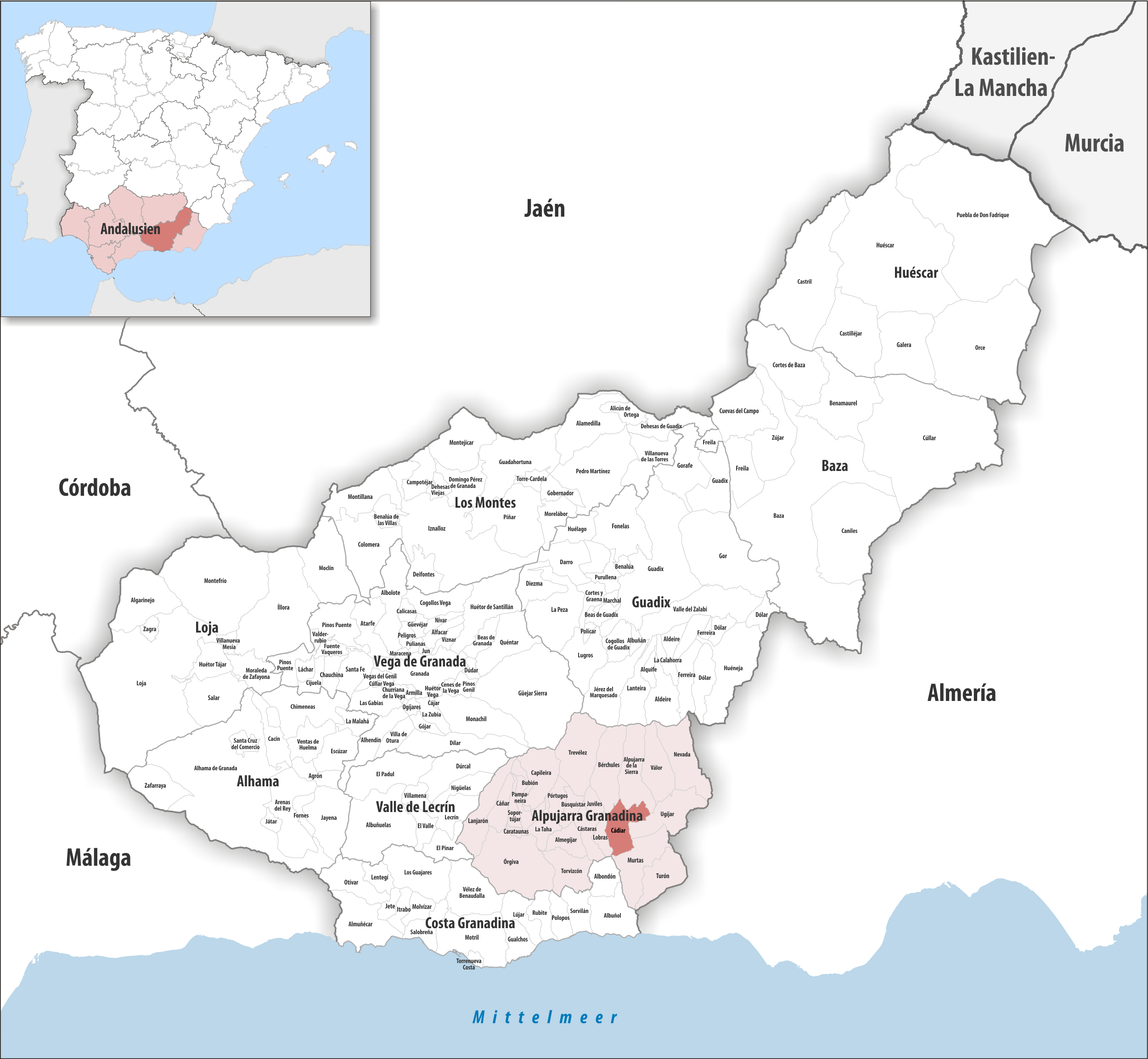
Cádiar dans la comarque Alpujarra grenadine, province de Grenade / en Andalousie

### Localisation
La commune de Cádiar se trouve au sud-sud-est de l'Espagne, dans le sud de la province de Grenade et dans le centre-sud de la comarque Alpujarra grenadine (en espagnol Alpujarra Granadina).
Grenade est à 95 km nord-ouest ;
Madrid à 510 km nord ;
Malaga à 146 km ouest ;
Gibraltar à 284 km ouest-sud-ouest (distances par route).
Cádiar fait partie de l'Alpujarra, petite région entre la sierra Nevada au nord et la mer Méditerranée au sud, limitée à l'ouest par la sierra de Lujar (es) et à l'est par la sierra de Gádor.

### Communes limitrophes
Cádiar jouxte Albondón au sud-ouest seulement par un quadripoint.

## Étymologie
Le nom de la ville vient de l'arabe « qadi » qui signifie « juge » (musulman)[réf. nécessaire]. Sous le règne nasride, la ville était appelée « Madinat al Cadi » car elle était la résidence permanente du juge principal de l'Alpujarra orientale.

## Histoire
Cádiar fut, aux temps d'Al-Andalus, résidence permanente du juge principal de l'Alpujarra orientale – d'où son nom. À l'époque musulmane la municipalité comprenait cinq quartiers et deux annexes. Pendant le soulèvement des Morisques au temps de Felipe II, ce fut la patrie d'Aben-Xaguar, oncle du meneur de la rébellion Aben-Humeya, et responsable de son élection. Le premier chef rebelle fut couronné roi dans une oliveraie près de Cádiar, endroit où fut ourdie la conspiration qui finit avec son règne éphémère, en faveur de son cousin et successeur Aben-Aboo. Jusqu'au XVe siècle elle ne reçut le titre de village et, après l'expulsion des Morisques, subit un exode massif. Elle fut plus tard repeuplée avec des colons d'autres régions espagnoles.[réf. nécessaire]

## Administration
| Période                                  | Période | Identité | Étiquette | Qualité |
| ---------------------------------------- | ------- | -------- | --------- | ------- |
| N/A                                      | N/A     | N/A      | N/A       | Maire   |
| Les données manquantes sont à compléter. |         |          |           |         |

## Économie
Le travail de la terre
Dans l'Alpujarra, les terres cultivées représentent plus de 35% de l'occupation des sols. Les terres consacrées aux pâturages permanents et aux espèces forestières sont très réduites ; la culture la plus répandue est de loin le fruitier.
Vin de pays Contraviesa-Alpujarra
Cette petite région est aussi celle de l'appellation « vin de pays » (es) (Vino de la Tierra) Contraviesa-Alpujarra – une appellation remplacée en 2009 par « Cumbres del Guadalfeo » (es),. Elle fait partie d'une région viticole plus prisée qu'un simple vin de pays : le « vin de Grenade » (es), une denominación de origen protegida, équivalent espagnol de l'AOP française. 

Cependant le vignoble y représente dans la plupart des cas un pourcentage inférieur à 5 % du total des terres cultivées ; seules deux communes, Albondón et Murtas, ont plus de 20% de leurs terres cultivées occupées par des vignes. Il faut aussi préciser que les organismes officiels ont bien du mal à déterminer les quantités de vin produites, essentiellement pour deux raisons : c'est surtout une production familiale souvent non déclarée, et c'est dans une zone économiquement déprimée. Ainsi les chiffres du Censo Agrario sont généralement (mais pas toujours) notablement inférieurs à ceux donnés par le Catastro Vitivinícola ou l'Anuario Estadístico de Andalucía, parfois dans des proportions variant de 1 à 5 et même plus.